# André Kamperveen
Rudi André (André, Ampie) Kamperveen (Paramaribo, 27 september 1924 – aldaar, 8 december 1982) was een Surinaams voetballer, sportbestuurder, politicus en zakenman. Hij was in 1982 een van de vijftien slachtoffers van de Decembermoorden.

## Loopbaan
Kamperveen was in de jaren veertig een bekend voetballer in eigen land en kwam vanaf 1944 als midvoor uit voor het Surinaams voetbalelftal. Hij schopte het tot aanvoerder van het nationale team en was onder andere van de partij toen het Surinaams Bondselftal in 1946 een aantal wedstrijden in Nederland speelde. Vanaf 1950 kwam hij een jaar uit voor Paysandu Sport Club uit Belém in de Braziliaanse profcompetitie. Twee jaar later werd hij uitgeroepen tot Sporter van het jaar. Door de Stichting Cultureel Suriname werd hij in 1954 uitgenodigd om in Nederland aan de CIOS in Overveen te studeren. Hij meldde zich aan bij HFC Haarlem en was de eerste Surinaamse voetballer die uitkwam in het Nederlands betaald voetbal.
Hij debuteerde voor Haarlem op 31 oktober 1954 in de derby thuis tegen VSV (2-2). Een week later (op 7 november) scoorde hij zijn eerste treffer op Nederlandse bodem. In de uitwedstrijd tegen Wageningen bracht hij, na de 0-1 van Piet Groeneveld, de eindstand op 0-2. 
Aan het CIOS specialiseerde hij zich naast voetbal in judo, boksen, jiujitsu en basketbal. Na zijn afstuderen deed hij een vervolgstudie aan de Sporthochschule in Keulen. In januari 1957 ging hij terug naar Paramaribo, met de bedoeling de sport in zijn vaderland op poten te zetten. Kort na terugkomst kwam hij weer uit voor het Surinaams elftal, dat in februari 1957 de Oostenrijkse club Rapid Wien met 3–1 versloeg.
Kamperveen was in Suriname bondscoach, uitgever van een sportblad, bestuurder en voorzitter van de Surinaamse voetbalbond. Hij werkte voor Radio Apintie en was vervolgens de oprichter van Ampies Broadcasting Corporation Suriname (Radio ABC). Na de verkiezingen van 1969 kwam hij voor het PNP-blok in de Staten van Suriname. Na de sergeantencoup van februari 1980 werd hij perschef van de coupplegers. Een maand later werd hij onderminister van Sport in het kabinet van premier Henk Chin A Sen en weer een jaar later werd hij minister van Jeugd, Sport en Cultuur. Ook schopte hij het tot vicevoorzitter van de wereldvoetbalfederatie FIFA. Eerder, in 1978, was hij de eerste voorzitter van de Caraïbische Voetbalunie geworden.
In 1982 trad hij af als minister, omdat hij het niet eens was met de gang van zaken na de coup van 1980. Samen met zijn collega Jozef Slagveer, de jurist Gerard Leckie en de vakbondsleider Cyrill Daal vormde hij een denktank die een strategie tegen het militaire regime van Desi Bouterse wilde ontwikkelen.

## Carrièrestatistieken
| Seizoen        | Club           | Land           | Competitie                   | Competitie | Competitie | Beker | Beker | Internationaal | Internationaal | Overig | Overig | Totaal | Totaal |
| Seizoen        | Club           | Land           | Competitie                   | Wed.       | Dlp.       | Wed.  | Dlp.  | Wed.           | Dlp.           | Wed.   | Dlp.   | Wed.   | Dlp.   |
| -------------- | -------------- | -------------- | ---------------------------- | ---------- | ---------- | ----- | ----- | -------------- | -------------- | ------ | ------ | ------ | ------ |
| 1954/55        | Haarlem        | Nederland      | Eerste klasse A (Afgebroken) | 3          | 1          | –     | –     | –              | –              | 0      | 0      | 3      | 1      |
| 1954/55        | Haarlem        | Nederland      | Eerste klasse C              | 22         | 7          | –     | –     | –              | –              | –      | 0      | 22     | 7      |
| 1955/56        | Haarlem        | Nederland      | Eerste klasse B              | 14         | 2          | –     | –     | –              | –              | 0      | 0      | 14     | 2      |
| 1956/57        | Haarlem        | Nederland      | Eerste divisie A             | 4          | 0          | –     | 2     | –              | –              | 0      | 0      | 4      | 2      |
| Carrièretotaal | Carrièretotaal | Carrièretotaal | Carrièretotaal               | 43         | 10         | –     | 2     | 0              | 0              | –      | 0      | 43     | 12     |

## Overlijden

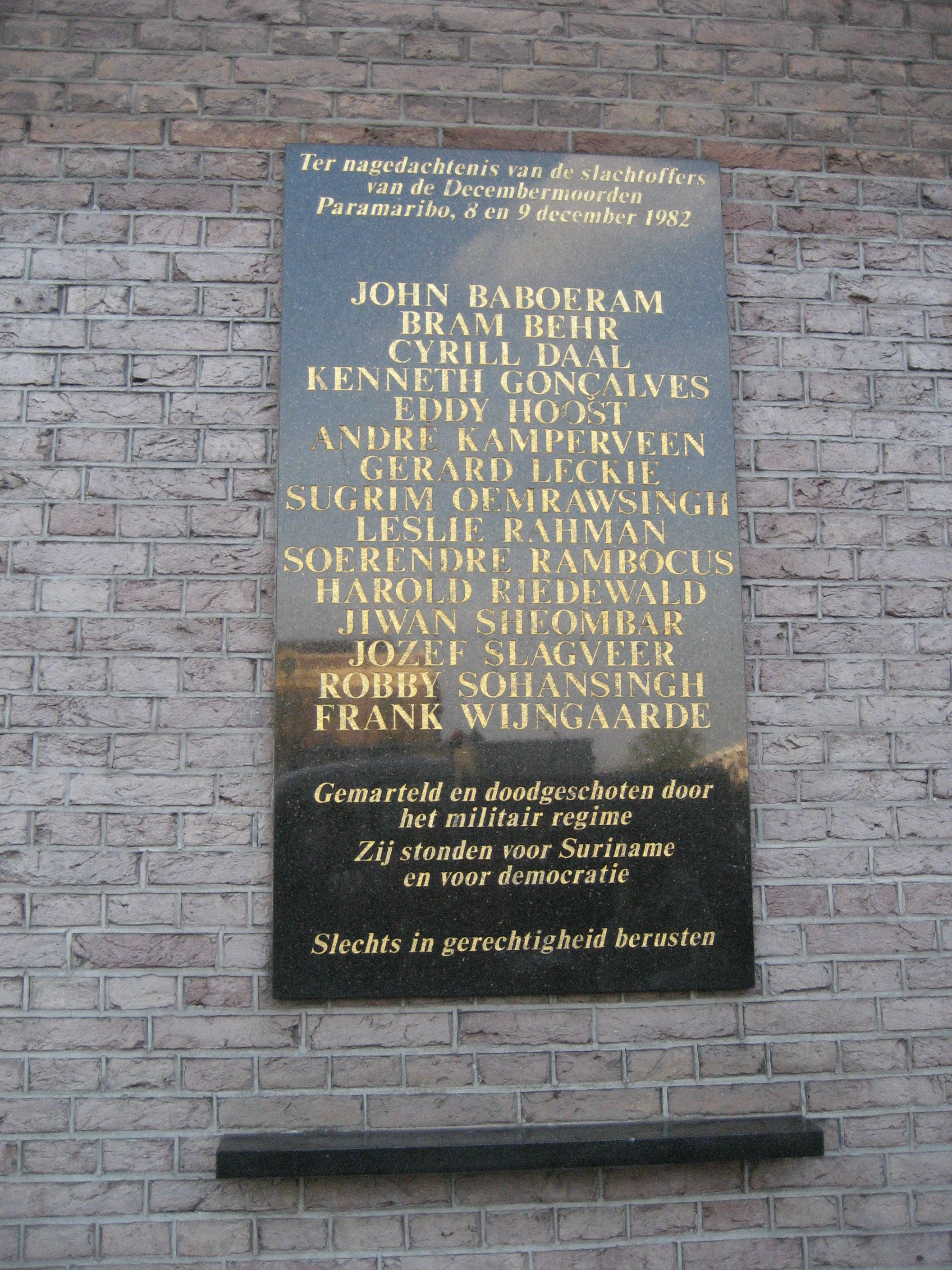
Herdenkingsplaquette in Amsterdam met de namen van de slachtoffers van de Decembermoorden

Op 8 december 1982 werd Kamperveen thuis opgepakt door militairen die zijn honden doodschoten en twee granaten afvuurden. Hij werd overgebracht naar Fort Zeelandia en aldaar ernstig mishandeld. Zijn radiostation ABC werd ondertussen opgeblazen.
Met Jozef Slagveer moest hij een verklaring voorlezen waarin beiden bekenden betrokken te zijn geweest bij een couppoging. Omdat Kamperveen zichtbaar was mishandeld, werd zijn verklaring niet op televisie uitgezonden maar alleen via de radio. Vervolgens werd hij geëxecuteerd. Later is vastgesteld dat hij verwondingen aan zijn kaak had, dat een achttiental kogels in zijn borst was afgevuurd en dat hij een gebroken dijbeen had. De begrafenis van Kamperveen, op 13 december 1982 op begraafplaats Annette's Hof in Paramaribo, trok duizenden mensen en werd geleid door dominee Rudi Polanen van de Evangelische Broedergemeente Suriname.

## Eerbetoon
In 2000 werd ter gelegenheid van het 80-jarig bestaan van de Surinaamse Voetbal Bond het Suriname Stadion omgedoopt tot André Kamperveenstadion. Op dezelfde dag werd ook het door Erwin de Vries ontworpen standbeeld van André Kamperveen onthuld.
Drie jaar later, op 23 augustus 2003, werd een plaquette voor het 50-jarige jubileum in het stadion onthuld die werd uitgevoerd door zijn zoon en zijn nicht.

## Persoonlijk
Kamperveen was de vader van radiomaker en journalist Johnny Kamperveen (1946–2003), die voor het radiostation van zijn vader werkte en na de Decembermoorden eerst onderdook en vervolgens naar Nederland vluchtte. André Kamperveen was getrouwd met Lea van Leuvenum. Dit was zijn tweede huwelijk en was kinderloos.